# Michelangelo Riccardo Maria Tiribilli

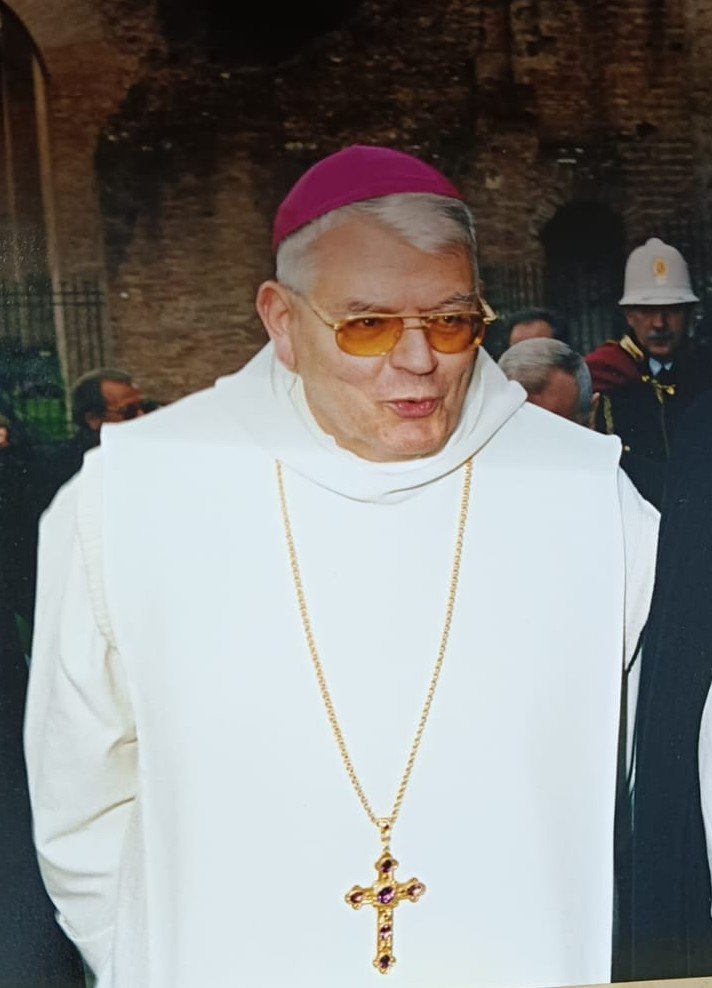
Abt Michelangelo Maria Tiribilli (2025)

Michelangelo Riccardo Maria Tiribilli OSBOliv (* 18. März 1937 in Florenz; † 11. April 2025 in Seregno) war ein italienischer römisch-katholischer Ordensgeistlicher und Abt von Monte Oliveto Maggiore in Italien.

## Leben
Michelangelo Tiribilli trat der Ordensgemeinschaft der Olivetaner bei, absolvierte sein Noviziat in der Abtei von San Fruttuoso und empfing am 2. Juli 1961 nach seiner theologischen Ausbildung die Priesterweihe. Mit seiner pastoralen Arbeit engagierte er sich in verschiedenen Klöstern und Pfarreien, darunter als Pfarrer in der Pfarrei Bernardo Tolomei in Siena.
Tiribilli wurde am 16. Oktober 1992 zum Abt der Territorialabtei Monte Oliveto Maggiore in Chiusure bei Asciano gewählt und war damit zugleich von 1992 bis 2010 Generalabt der Olivetanischen Benediktinerkongregation weltweit. Zudem war er Mitglied der Italienischen Bischofskonferenz (CEI).
Er setzte sich intensiv für die Heiligsprechung des Sienesen Bernardo Tolomei, Gründer von Monte Oliveto und seither auch Mitpatron der Contrada Priora della Civetta, ein, die Papst Benedikt XVI. im Jahr 2009 vornahm.
Am 21. Oktober 2010 nahm Papst Benedikt XVI. sein altersbedingtes Rücktrittsgesuch an. Tiribilli starb im Alter von 88 Jahren am 11. April 2025 nach langer Krankheit in einer Abtei des Ordens in Seregno bei Mailand, wo er sich der Aufgabe verschrieben hatte die Abtei wiederzubeleben.